# Svidník
Svidník (in tedesco Oberswidnik, in ungherese Felsővízköz e prima del 1907 Felsöszvidnik) è una città della Slovacchia, capoluogo del distretto omonimo, nella Regione di Prešov.
A Svidník sono nati:
- Viktor Dvorčák (1878-1943), giornalista e politico;
- Kristína Peláková (1987-), cantante.

La città ospita una pinacoteca, intitolata al pittore di etnia rutena Dezider Milly (1906-1971), di cui ospita le opere.